# Михнево (станция)
Ми́хнево — узловая железнодорожная станция на пересечении Павелецкого направления и Большого кольца Московской железной дороги. Расположена в одноимённом пгт городского округа Ступино Московской области. Входит в Московско-Горьковский центр организации работы железнодорожных станций ДЦС-8 Московской дирекции управления движением. По основному характеру работы является промежуточной, по объёму работы отнесена ко 2 классу. Оборудована турникетами.
Станция Михнево является конечной как для поездов радиального направления с Павелецкого вокзала, так и для поездов Большого кольца с обеих сторон.
На станции две высоких платформы — островная и боковая (западная). Боковая принимает электропоезда в сторону Ожерелья и Узунова, островная — на Москву (восточный путь), а также оборот конечных поездов и поездов по Большому кольцу (западный путь). Также есть низкая платформа (островная, к востоку) для поездов по Большому кольцу, рядом с ней — один путь. На 1 и 2 платформе есть турникеты, на 3 низкой платформе - отсутствуют.
Участок Большого кольца обслуживается поездами депо Домодедово Павелецкого направления. Ранее (в 90-е годы) также обслуживался несколькими парами электропоездов из депо Апрелевка Киевского направления.
- В сторону Столбовой можно доехать до Деткова (4 поезда в день), Столбовой (3 поезда в день), Бекасово-1(самая дальняя станция, 3 поезда в день). До середины 90-х некоторыми поездами также можно было доехать до/от Акулова и Кубинки-2.
- В сторону Яганова можно доехать до Куровской (самая дальняя станция, 2 поезда в день) и до Яганова (4 поезда в день).
- По радиальному Павелецкому направлению, кроме радиальных поездов участка Москва-Пасс.-Павелецкая — Узуново, также две «прямых» пары по летним выходным Москва — Яганово следуют с радиального направления на кольцо без пересадки.

Основной двухпутный ход Большого кольца МЖД проходит севернее станции по мосту над Павелецким направлением, используется грузовыми поездами и поездами дальнего следования, электропоезда же всегда заезжают по соединительным ветвям на платформы станции. На этом основном ходу находятся два путевых поста: один Пост 320 км с восточной части северного путепровода (ответвление ССВ к станции, III главный путь на станции), второй Пост 329 км к востоку платформы 328 км у места соединения однопутного съезда от станции (ранее данный съезд был двухпутным, но путь вместе с путепроводом южнее Михнева был разобран в конце 2000-х) и текущего основного хода.
Ранее Михнево была станцией 3 класса.

## Галерея

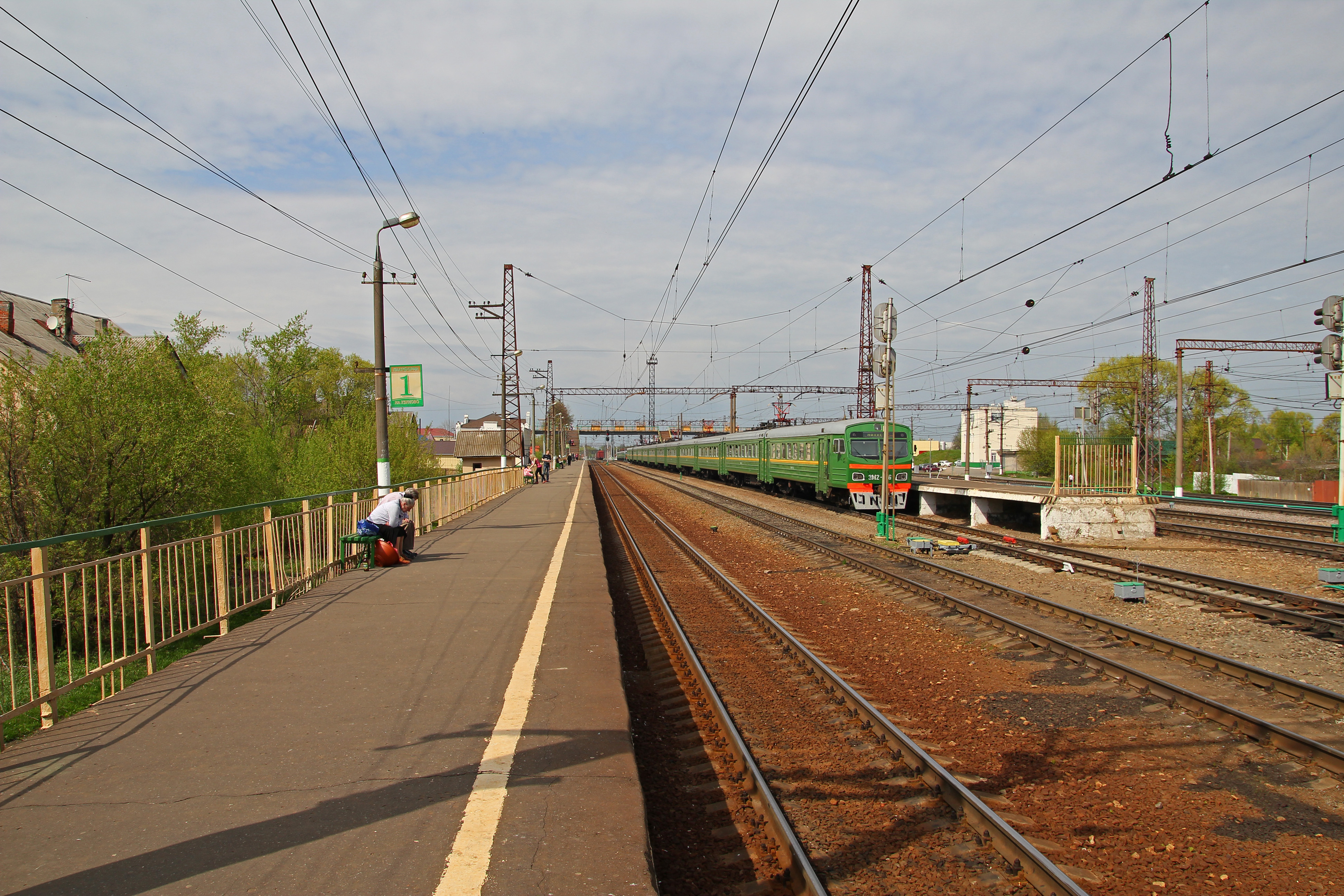
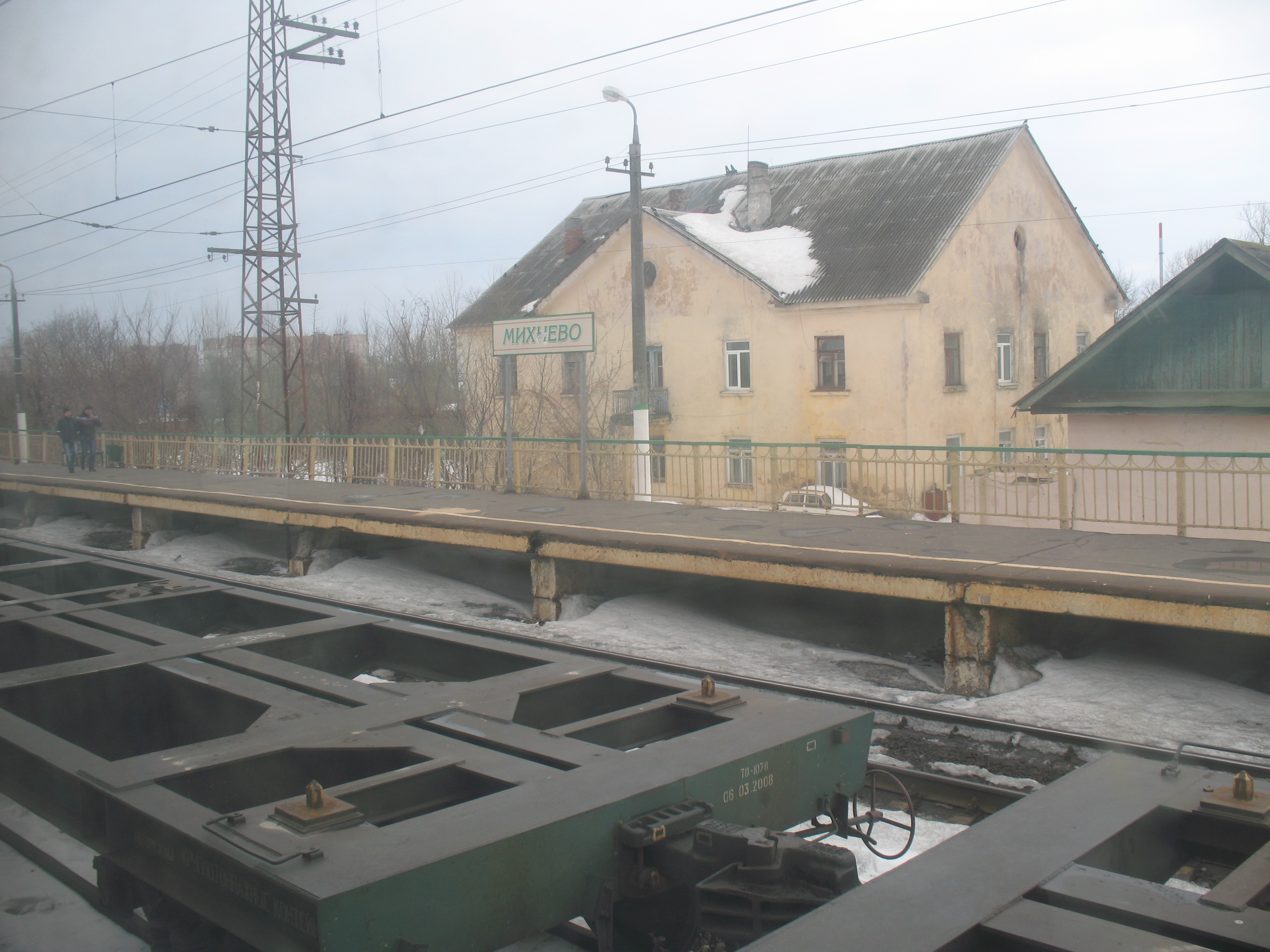
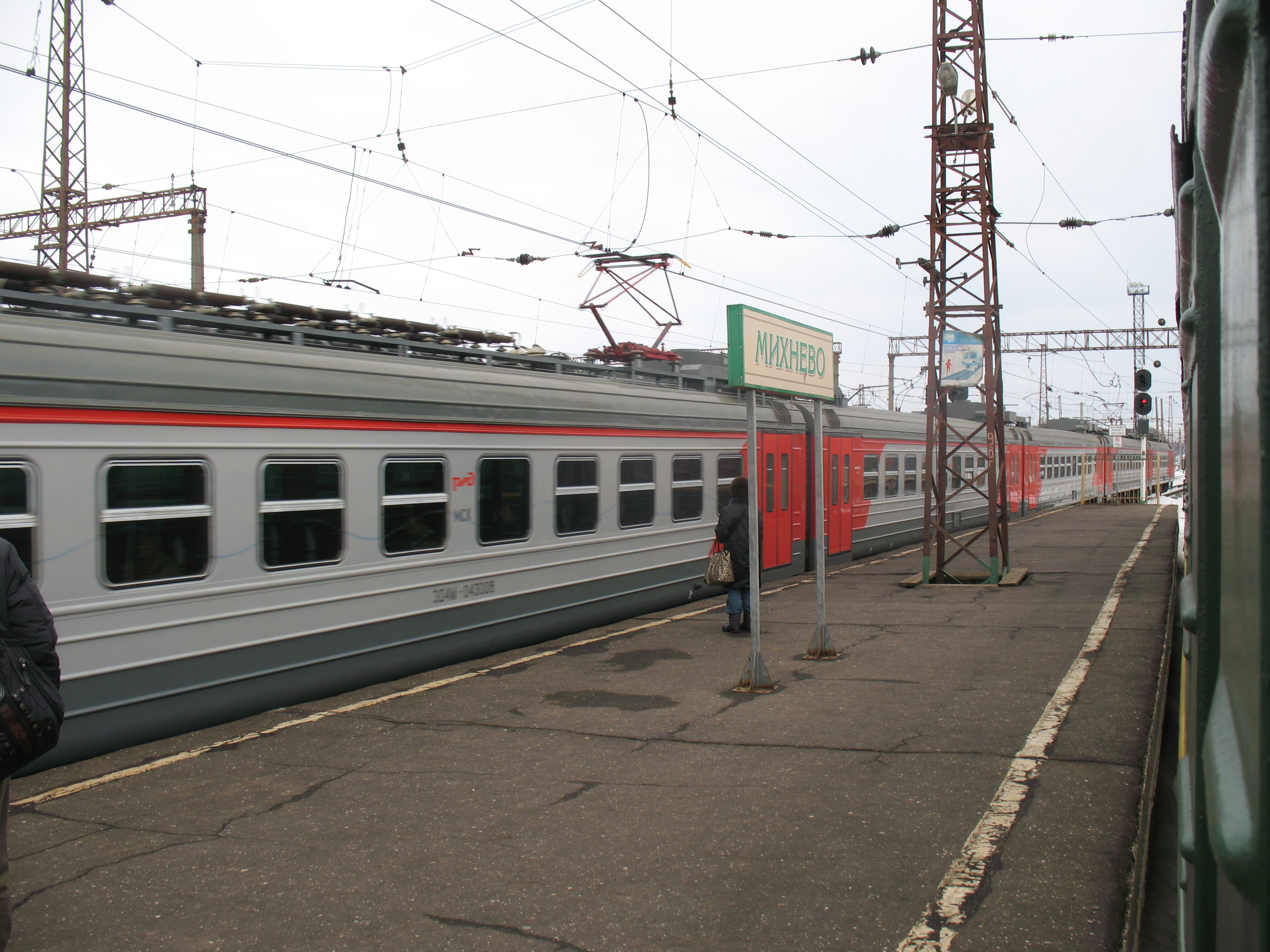